# 監江縣
監江縣，原为臨江縣，新莽時期更改，為巴郡所屬的一個縣，其轄地在重慶市忠縣。
㽏井古代产盐较涂井多，县治缘之而立，因此新莽时期改名为监江，㽏溪本曰监溪（盐溪），为巴郡人民食用盐的主要来源。